# Phaeosacciophyceae
Classe
Les Phaeosacciophyceae sont une classe d'algues (de formes unicellulaires, coloniales, filamenteuses ou thalliques) eucaryotes de la lignée brune (règne des Chromistes). 

## Liste des ordres
Selon AlgaeBase (26 février 2022) :
- ordre Phaeosacciales R.A.Andersen, L.Graf & H.S.Yoon